# Antoine Melchior Gaspard de Bernier de Pierrevert
Pour les articles homonymes, voir de Bernier de Pierrevert.
Antoine Melchior Gaspard Balthazar de Bernier de Pierrevert, né le 6 janvier 1753 à Pierrevert (Royaume de France, aujourd'hui Alpes-de-Haute-Provence) et mort le 3 septembre 1782 sur la côte de Ceylan à Trinquemalay, est un navigateur et Lieutenant de vaisseau français.

## Biographie

### Origines familiale
Issu d'une famille originaire du Piémont italien, passée en France à la fin du XVe siècle, Antoine Melchior Gaspard Balthazar de Bernier de Pierrevert est le quatrième enfant de Paul Auguste de Bernier de Pierrevert, lieutenant des maréchaux de France, et de son épouse Euphrosine Madeleine de Suffren de Saint-Tropez, sœur du bailli de Suffren. Né le 6 janvier 1753 au château de Pierrevert. Il a sept frères et sœurs.

### Carrière dans la Marine royale

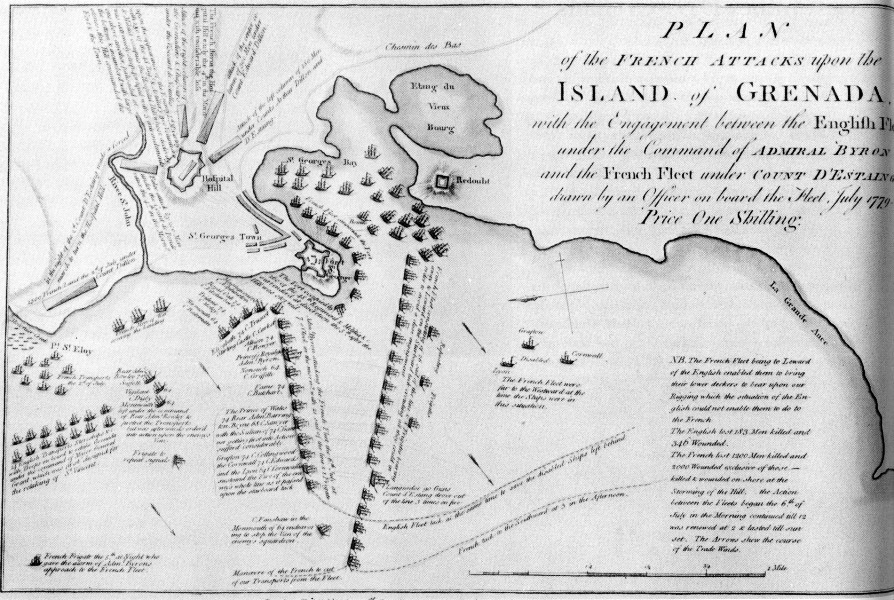
Plan de l'attaque française.

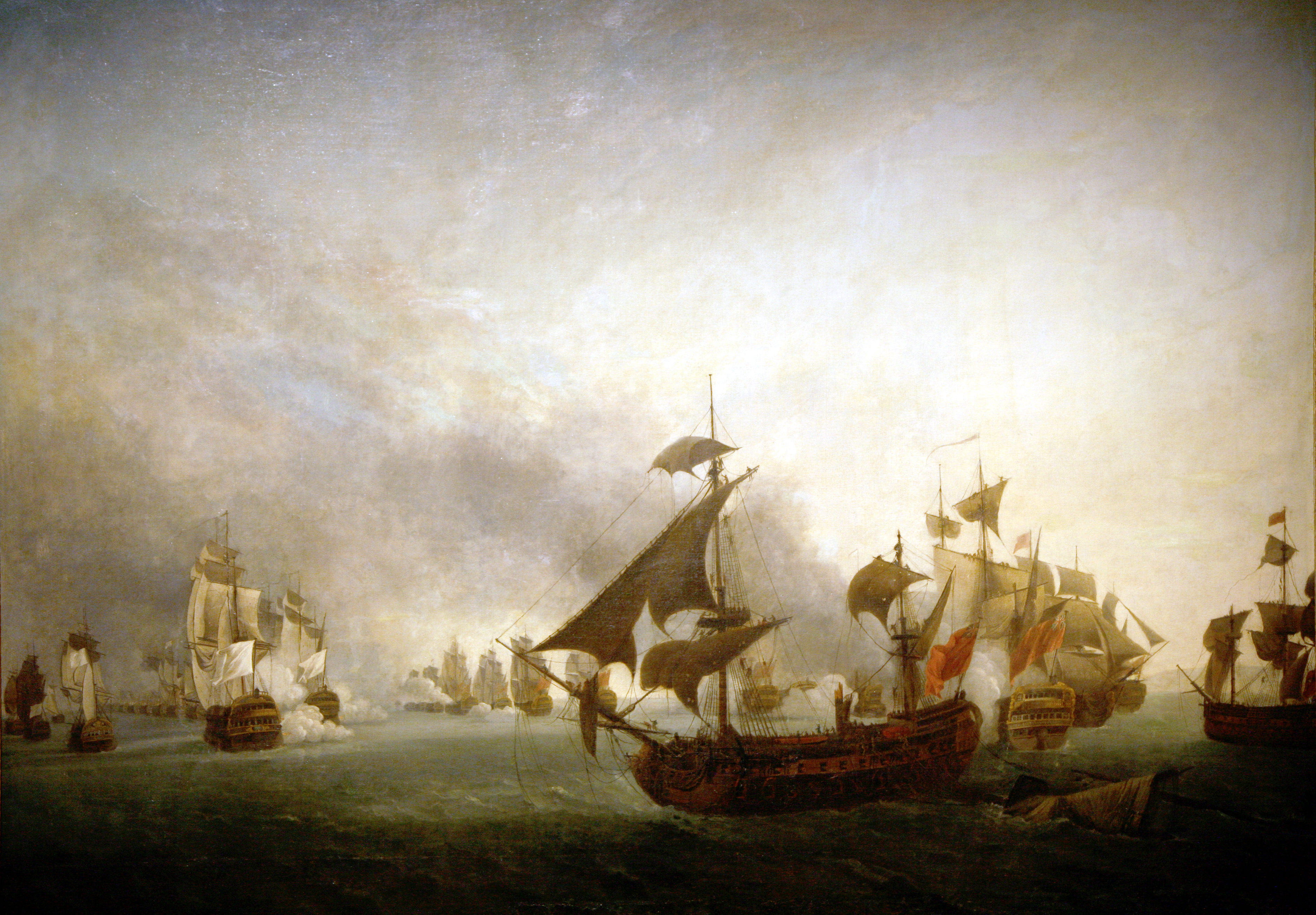
La bataille de la Grenade, le 6 juillet 1779, occasion manquée de détruire l'escadre anglaise, malgré les conseils de Suffren à d'Estaing.

Il est présenté en 1774 dans l'ordre de Saint-Jean de Jérusalem mais ne pourra pas être nommé chevalier car il ne peut pas faire ses caravanes, puisqu'en 1779 il participe à l'expédition du comte d'Estaing.
Jeune officier, il participe à la prise de Grenade qui est une expédition de l'armée française dirigée par le comte d'Estaing en juillet 1779 qui aboutit à la prise de l'île de Grenade, une des colonies de la Compagnie des Indes orientales. Cet évènement entre dans le cadre de la guerre d'indépendance des États-Unis. Le débarquement intervient le 2 juillet et les troupes françaises prennent ensuite d'assaut les fortifications britanniques d'Hospital Hill surplombant la capitale Saint-Georges. Il est à bord du Fantasque  sous les ordres de son oncle maternel, le bailli de Suffren, qui sûr de son talent semble épanoui au milieu de la bataille. Un autre témoignage, celui de François-Palamède de Suffren confirme le comportement de son commandant au feu et nous donne de nombreux détails sur la violence du combat. Le Fantasque compte 22 tués et 41 blessés.
L'amiral d'Estaing rejette les termes de la capitulation de Macartney et met en avant ses propres conditions particulièrement dures. Macartney les rejette à son tour et préfère opter pour la reddition inconditionnelle. D'Estaing permet ensuite à ses troupes de piller la ville et Macartney est envoyé en France comme prisonnier de guerre. Les forces françaises rembarquent le 5 juillet lorsqu'elles apprennent l'arrivée d'une flotte britannique dirigée par l'amiral John Byron. Les deux flottes engagent le combat le jour suivant et les Français infligent de lourds dommages aux navires britanniques. À la suite de cet engagement, les deux flottes se retirent vers leurs bases respectives. Finalement, l'île de Grenade revient aux Britanniques à la fin de la guerre en 1783.         
Le retour vers l'Europe est particulièrement difficile. Le 28 octobre, une terrible tempête disloque l’escadre, le Fantasque étant même frappé par la foudre. Trois navires, le Zélé, le Marseillais et le Sagittaire avec une prise anglaise rallient Toulon. Le gros des vaisseaux, dont le Fantasque, gagne Brest autour du César comme chef d’escadre. Il était temps de rentrer : le Fantasque, navire de 64 canons est dans un triste état. Il faut pomper jour et nuit et les trois quarts des matelots souffrent du scorbut. 
L'escadre de Suffren dans l'océan Indien, en 1781, a pour mission de porter secours aux Hollandais à la suite de la déclaration de guerre de l'Angleterre aux Provinces-Unies en décembre 1780. En effet, le soutien de l'Espagne à la France n'apporte pas les résultats escomptés mais permet de trouver un nouvel allié. Cependant, si les Provinces-Unies peuvent combattre sur les eaux européennes, face aux vaisseaux anglais sur les océans lointains, ils ne peuvent résister seuls. Suffren à 51 ans prend le commandement de sa première escadre après trois années dans le conflit américain, sa réputation de marin combatif est maintenant établie. Il appareille de Brest pour l'Île-de-France le 22 mars 1781 (actuellement l'île Maurice). Il fait escale en juillet 1781 à False Bay près de la ville du Cap après une première confrontation avec la flotte anglaise à Porto Praya le 18 avril 1781.
Arrivé à l'Île-de-France le 25 octobre 1781, Suffren commandant Le Fantasque, se place alors sous les ordres du commandant de l'escadre, le comte Thomas d'Estienne d'Orves (1727-1782), auquel il joint ses forces. Le 21, arrive la frégate La Bellone,  armée de 32 canons. Elle escortait un important convoi de 13 navires marchands partis de Lorient avec des vivres et des précieux gréements, mais celui-ci a été intercepté par un vaisseau anglais au large du Cap. Le convoi a été dispersé et deux transports ont été pris. C’est un coup dur pour les Français, même si la frégate est porteuse de 1,5 million de livres en piastres, destinée aux négociations à mener en Inde. Port-Louis est cependant un port assez bien équipé, aménagé depuis longtemps par l'ancienne compagnie des Indes. Pendant six semaines, les vaisseaux réparent leurs avaries, grâce à un travail intensif de remâtage et de carènes à flot. 
Le 7 décembre 1781, l'escadre appareille pour l'Inde. Le 9 février 1782, Thomas d'Estienne d'Orves meurt à bord de son vaisseau laissant le commandement à Suffren. Le 17 février, c'est le premier combat à Sadras contre la flotte anglaise commandée par le contre-amirale Edward Hughes. Comme ce sera souvent le cas la victoire de l'escadre française est incomplète, laissant échapper l'escadre anglaise. L'escadre française débarque à Porto-Novo pour refaire ses forces. Suffren prend alors contact avec le nabab Haidar Alî qui apporte des moyens financiers et matériels aux français. Le 3 avril, les forces terrestres françaises débarquées, sous les ordres du général Duchemin, et avec l'appui des troupes de Haidar Alî, s'emparent du port de Gondelour où elles resteront en garnison.

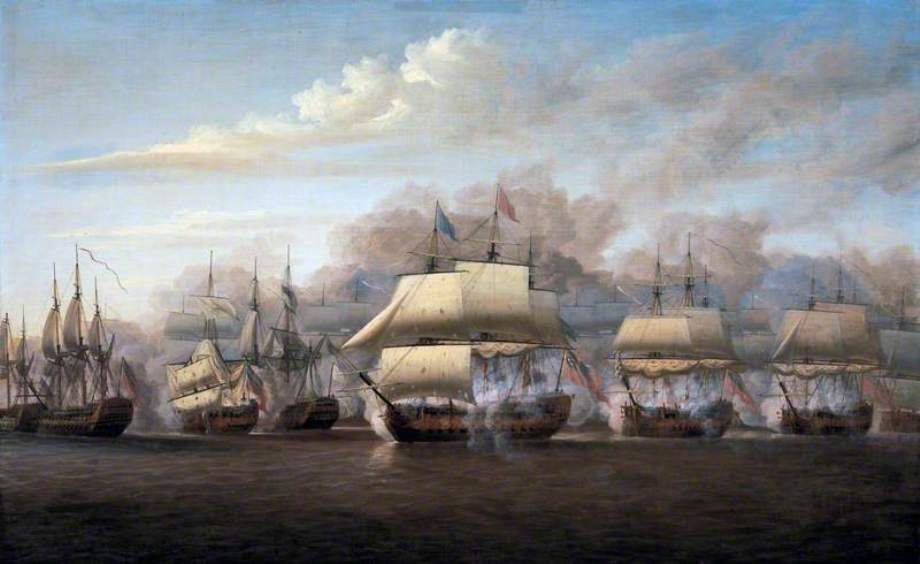
Dominique Serres, Vue générale de la bataille de Provédien, le 12 avril 1782, localisation inconnue.

Sur la route de Ceylan un deuxième affrontement a lieu au large de l'ilot de Provédien, les 12 et 13 avril, et tourne à la mêlée générale au profit d'aucune flotte. L'escadre française fera escale dans le port de Batticaloa. Suffren va engager des discussions avec le gouverneur de l'île, Willem Falk, qui apporte tout le soutien de la colonie hollandaise. Cette aide ne manquera jamais tout au long de la campagne.
Les flottes françaises et anglaises se cherchent pour se rencontrer pour la troisième fois au large de la colonie néerlandaise de Negapatam le 6 juillet. L'escadre de Suffren, ayant une puissance de feu inférieure à celle des Anglais, affronte l'escadre de Hughes dans un combat en ligne de file. Une saute de vent désorganise l'ordre de bataille. L'affrontement est sanglant au profit d'aucun des combattants mais les Français comptabilisent des pertes supérieures à celles qu'ils ont infligé aux Anglais. L'escadre française rentre sur Gondelour pour réparer et refaire ses forces. Le nabab Haidar Alî (1720-7 décembre 1782)  vient en grande pompe rendre visite à Suffren. Les deux chefs décident d'une collaboration renforcée entre les Français et les Indiens.
« Le 1er août 1782, Suffren appareille pour Ceylan. Il dispose des munitions nécessaires pour mener « un petit siège » et a pris soin d’embarquer à bord du Héros, M. des Roys, chef du génie du corps expéditionnaire, et quelques artilleurs. Il veut pouvoir assiéger Trincomalé si les circonstances sont favorables. La Bellone est envoyée en éclaireur pour prévenir les Hollandais du retour de l’escadre. La courte traversée est marquée par un accident de mer. Le 7 août, un abordage entre l’Orient et la Fine, cause des avaries assez sérieuses à l’avant de la frégate dont le nouveau capitaine fait ses premières armes. Le lendemain, l’escadre française mouille à Batticaloa et y retrouve pour quelques jours ses habitudes ».

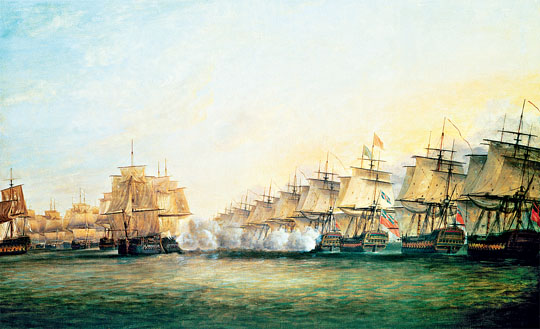
Dominique Serres, Vue générale de la bataille de Trinquemalay, le 3 septembre 1782, localisation inconnue.

Suffren décide d'attirer l'escadre anglaise à lui en s'emparant de Trinquemalay et de ses deux forts, ce qui est réussi entre le 26 et le 31 août. L'escadre de Hughes se présente devant la baie de Trinquemalay le 3 septembre 1782. Une fois de plus l'affrontement est indécis sans vaincu ni vainqueur, mais au cours de la bataille, Antoine Melchior Gaspard Balthazar de Bernier de Pierrevert a la tête emportée par un boulet de canon.

### Armoiries
- « D'azur à trois pals d'argent, et un écusson de gueules brochant posé en cœur chargé d'un lion d'argent armé et lampassé de gueules »[6].
- Devise : « Hostium terror tutarur amicos ».

## Hommage
- La municipalité de Pierrevert a donné son nom à une artère de la commune[7].